# تاریخچه مالاریا

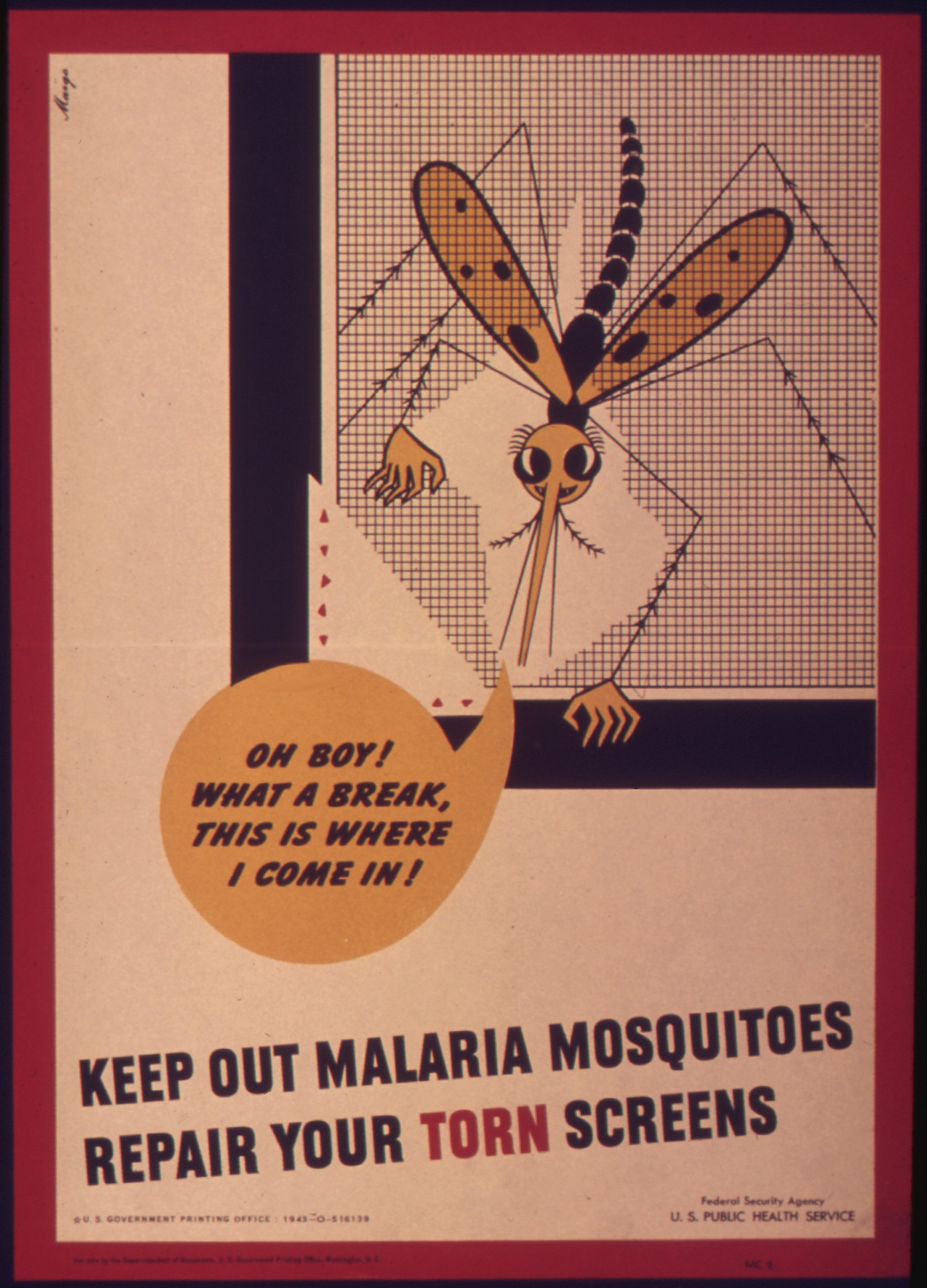
پوستر جنگ جهانی دوم "از پشه‌های مالاریا دوری کنید، توری‌های پاره شده‌تان را تعمیر کنید". خدمات بهداشت عمومی ایالات متحده، ۱۹۴۱–۴۵

تاریخچه مالاریا از منشأ پیشاتاریخی آن به‌عنوان یک بیماری مشترک بین انسان و حیوان در میان پریمات‌های آفریقایی آغاز می‌شود و تا قرن بیست‌ویکم ادامه دارد. مالاریا یک بیماری عفونی انسانی گسترده و بالقوه کشنده است که در دوران اوج خود، تقریباً تمام قاره‌ها به‌جز جنوبگان را درگیر کرده بود. پیشگیری و درمان این بیماری قرن‌هاست که هدف تلاش‌های علمی و پزشکی قرار گرفته است. پس از کشف انگل پلاسمودیوم به‌عنوان عامل بیماری‌زا، تمرکز پژوهش‌ها بر بررسی زیست‌شناسی این انگل‌ها و همچنین پشههایی که ناقل آن‌ها هستند، معطوف شده است.
اشاراتی به تب‌های دوره‌ای و منحصر به فرد آن در سراسر تاریخ ثبت شده، که از هزاره اول پیش از میلاد در یونان و چین آغاز شده است، یافت می‌شود.
برای هزاران سال، گیاه‌درمانی برای درمان مالاریا به کار رفته‌اند. اولین درمان مؤثر مالاریا از پوست درخت گنه‌گنه به‌دست آمد که حاوی ماده‌ای به نام کینین است. پس از شناسایی ارتباط میان پشه‌ها و انگل‌هایشان در اوایل قرن بیستم، اقدامات کنترلی علیه پشه‌ها آغاز شد که شامل استفاده گسترده از حشره‌کش ددت، خشک‌کردن باتلاق‌ها، پوشاندن یا روغن‌مالی سطح منابع آب باز، سم‌پاشی داخلی باقی‌مانده و استفاده از پشه‌بندهای آغشته به حشره‌کش بود. در مناطق بومی مالاریا، کینین پیشگیرانه تجویز می‌شد و داروهای درمانی جدیدی مانند کلروکین و آرتمی‌سینین برای مقابله با این بیماری به‌کار گرفته شدند. امروزه، آرتمی‌سینین در تمامی داروهای مورد استفاده برای درمان مالاریا حضور دارد. پس از معرفی آرتمی‌سینین به عنوان درمانی که همراه با داروهای دیگر تجویز می‌شود، میزان مرگ‌ومیر مالاریا در آفریقا تا نصف کاهش یافت، هرچند بعدها تا حدی مجدداً افزایش پیدا کرد.

## خاستگاه و دوره پیش از تاریخ

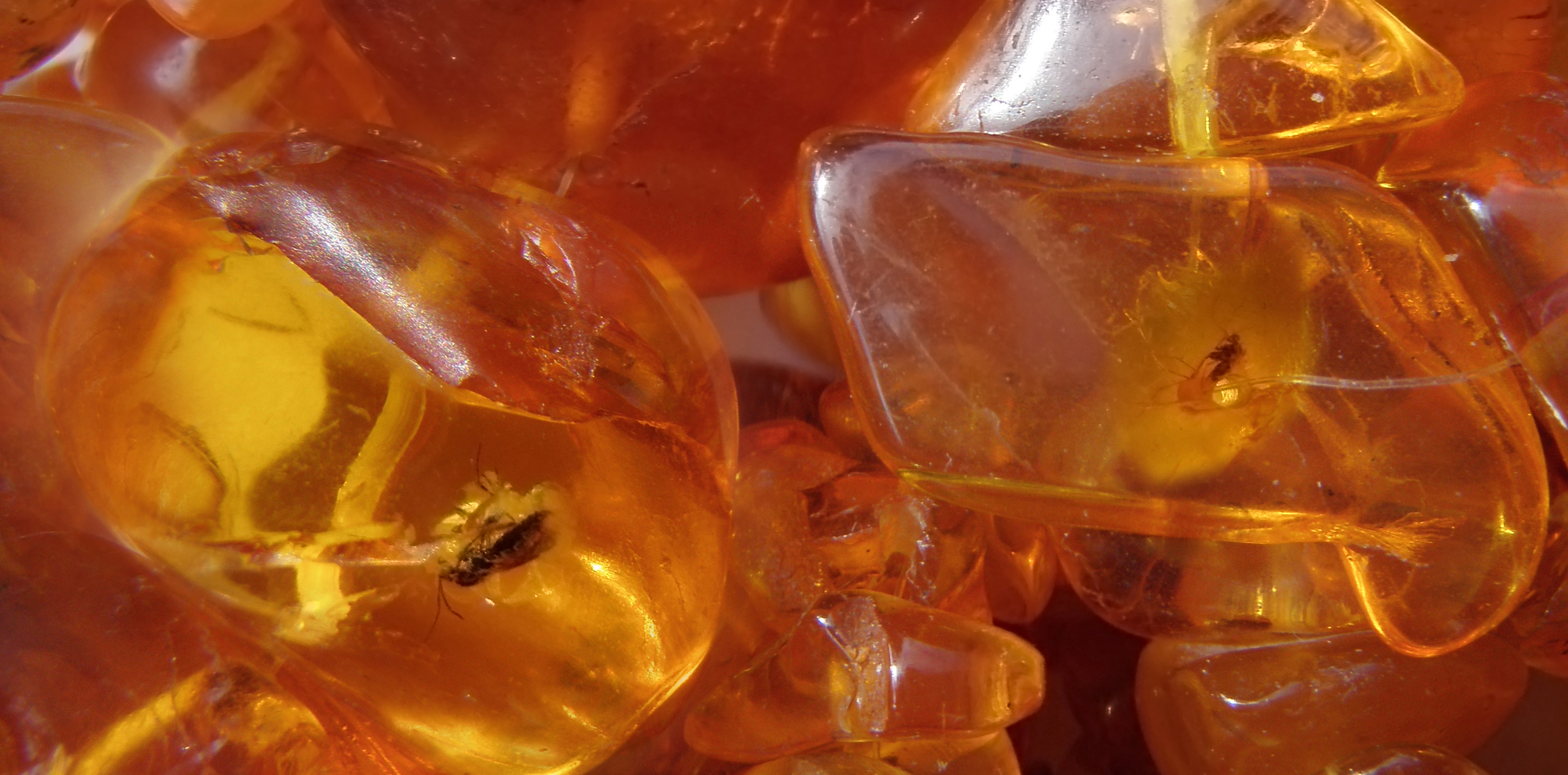
پشه و مگسی که در این گردنبند کهربای بالتیک وجود دارد، بین ۴۰ تا ۶۰ میلیون سال قدمت دارند.

اولین شواهد انگل مالاریا در پشه‌هایی یافت شد که در کهربا از دوره پالئوژن که تقریباً ۳۰ میلیون سال قدمت دارد، حفظ شده بودند. تک‌یاخته‌های مالاریا به دودمان‌های میزبان نخستی‌ها، جوندگان، پرندگان و خزندگان متنوع هستند. DNA پلاسمودیوم فالسیپاروم همان الگوی تنوع میزبان‌های انسانی خود را نشان می‌دهد، با تنوع بیشتر در آفریقا نسبت به سایر نقاط جهان، که نشان می‌دهد انسان‌های مدرن قبل از ترک آفریقا به این بیماری مبتلا بوده‌اند. انسان‌ها ممکن است در ابتدا پلاسمودیوم فالسیپاروم را از گوریل‌ها گرفته باشند. پلاسمودیوم ویواکس، یکی دیگر از گونه‌های پلاسمودیوم مالاریایی در میان شش گونه‌ای که انسان را آلوده می‌کنند، احتمالاً از گوریل‌ها و شامپانزه‌های آفریقایی نیز منشأ گرفته است. یکی دیگر از گونه‌های مالاریا که اخیراً کشف شده و به انسان منتقل می‌شود، P. knowlesi است که از میمون‌های ماکاک آسیایی سرچشمه گرفته است. اگرچه پلاسمودیوم مالاریه به شدت مختص میزبان انسان است، شواهدی وجود دارد که نشان می‌دهد عفونت بدون علامت در سطح پایین در میان شامپانزه‌های وحشی همچنان ادامه دارد.
حدود ۱۰٬۰۰۰ سال پیش، مالاریا تأثیر عمده‌ای بر بقای انسان گذاشت، که همزمان با شروع کشاورزی در انقلاب نوسنگی بود. عواقب آن شامل انتخاب طبیعی برای بیماری سلول داسی شکل، تالاسمی، فاویسم، اوالوسیتوز آسیای جنوب شرقی، الیپتوسیتوز و از دست دادن آنتی‌ژن گربیچ (گلیکوفورین C) و آنتی‌ژن دافی در گلبول‌های قرمز بود، زیرا چنین اختلالات خونی یک مزیت انتخابی در برابر عفونت مالاریا (انتخاب متعادل) ایجاد می‌کنند. سه نوع اصلی مقاومت ژنتیکی ارثی (بیماری کم‌خونی داسی‌شکل، تالاسمی و کمبود گلوکز-۶-فسفات دهیدروژناز) در زمان امپراتوری روم، حدود ۲۰۰۰ سال پیش، در دنیای مدیترانه وجود داشتند.